# Tomb Raider III
Tomb Raider III: Adventures of Lara Croft (укр. Розкрадачка гробниць 3: Пригоди Лари Крофт) — відеогра, третя частина історії жінки-археолога Лари Крофт. Як і дві попередні частини, Tomb Raider III була розроблена англійською компанією Core Design. У кінці 2000 року та ж компанія випустила PC-доповнення під назвою Tomb Raider III Gold: The Lost Artifact, яке розширило основну сюжетну лінію.

## Нововведення

### Фізика
- Трикутні портали і двері (раніше були тільки квадратні)
- Навколишнє середовище: сипучі піски, болота, холодна вода (Лара не може довго перебувати у ній, бо замерзне)
- Зміна погоди

### Графіка
- Кольорове освітлення
- Альфа-змішування
- Розширена підтримка системи частинок

### Звук
- Перехід формату саундтреку з Audio CD на MS-ADPCM
- Збільшення частоти дискретизації семплів до 22 кГц (раніше — 11 кГц)

## Сюжет
Пригоди починаються з Індії. Тут, під час свого чергового рейду по пам'ятниках минулого, Лара знаходить дивний артефакт — камінь Інфади (англ. Infada Stone) і знайомиться з ученим Марком Уіллардом, який розповідає їй історію артефакту. Камінь Інфади — частина древнього полінезійського культу, об'єктом поклоніння якого був метеорит, що упав у Антарктиці і спровокував глобальну зміну клімату на планеті. Пізніше, експедиція Чарлза Дарвіна знаходить в Антарктиці давнє святилище і п'ять осколків полінезійського метеорита, які відвозить у Старий Світ. З плином часу, уламки метеориту розійшлися світом і про загадкове місце в Антарктиці забули. У наші дні Уілларду і його компанії RX Tech вдається виявити святилище, проте, найцінніші його артефакти  — п'ять осколків метеорита — відсутні. Пошуки решти чотирьох артефактів (крім вже виявленого каменю Інфади) і стають черговим завданням для Лари.

### Локації
- Індія
- Невада
- Полінезія
- Лондон
- Антарктика